# والتر وولف (سياسي)
والتر وولف (بالألمانية: Walter Wolf)‏ هو سياسي ألماني، ولد في 1907 في غوتا في ألمانيا، وتوفي في 2 أبريل 1977 في بوتسدام في ألمانيا. حزبياً، نشط في حزب الوحدة الاشتراكية الألماني والحزب الشيوعي في ألمانيا.